# Puerto Angamos
Der Puerto Angamos ist eine Bucht an der nordwestlichen Küste der Wiencke-Insel im Palmer-Archipel vor der Westküste der Antarktischen Halbinsel. Sie ist eine Nebenbucht der Dorian Bay und liegt 1,2 km nördlich des Port Lockroy, von dem sie durch eine Halbinsel getrennt ist, die nach Westen im Damoy Point endet.
Die Besatzung des Schiffs Iquique entdeckte sie bei der 1. Chilenischen Antarktisexpedition (1946–1947) auf der Suche nach einem Ankerplatz für das zweite Schiff der Forschungsreise, der Angamos. Gabriel Rojas Parker, Kapitän dieses Schiffs, benannte die Bucht nach selbigem.